# (46563) Oken
(46563) Oken  es un asteroide perteneciente al cinturón de asteroides, descubierto el 12 de septiembre de 1991 por Freimut Börngen y Lutz Dieter Schmadel desde el Observatorio Karl Schwarzschild, en Alemania.

## Designación y nombre
Oken se designó inicialmente como 1991 RY3.
Más adelante fue nombrado en honor al naturalista alemán  Lorenz Oken (1779-1851).

## Características orbitales
Oken orbita a una distancia media del Sol de 3,1038 ua, pudiendo acercarse hasta 2,5386 ua y alejarse hasta 3,6691 ua. Tiene una excentricidad de 0,1821 y una inclinación orbital de 19,5182° grados. Emplea en completar una órbita alrededor del Sol 1997 días.

## Características físicas
Su magnitud absoluta es 13,4. Tiene 9,009 km de diámetro. Su albedo se estima en 0,072.